# 221 Dywizja Bezpieczeństwa
221 Dywizja Bezpieczeństwa (niem. 221. Sicherungs-Division) – niemiecki związek taktyczny, uczestniczył w ataku na Związek Radziecki, pełniąc głównie rolę okupacyjną.

## Historia
Dywizja została sformowana 15 marca 1941 we Wrocławiu przez przeorganizowanie 221 Dywizji Piechoty. Po ataku III Rzeszy na Związek Radziecki,  pod koniec czerwca 1941 przeniesiono ją do Białegostoku, gdzie batalion policyjny 309 spalił w synagodze ok. 2000 Żydów. Do jej zadań należało zwalczanie partyzantki, ochranianie linii komunikacyjnych, obiektów militarnych itp. Oddziały dywizji brały udział w likwidacji getta w Czerykowie. 7 listopada 1941 roku wraz z Einsatzkommando 9 zamordowali ok. 1800 osób. W/g 221 Dywizji Bezpieczeństwa przez 10 tygodni (licząc od połowy września 1941) zabiła ona w boju lub po wzięciu do niewoli 1746 partyzantów, przy stratach własnych w postaci 18 zabitych. W grudniu 1941 żołnierze dywizji brali udział w likwidacji getta w Klimowiczach (ok. 800 zamordowanych osób narodowości żydowskiej.
Z powodu kontrofensywy Armii Czerwonej przeprowadzonej pod Moskwą, została skierowana na pierwszą linię frontu. Po wycofaniu z frontu w 1942, wróciła do roli jednostki okupacyjnej. Sztab dywizji umieszczono w Homlu. Między marcem a czerwcem 1942 roku w walkach z partyzantami straciła 278 ludzi, co było poważnym ciosem dla wyczerpanej jednostki. W tym czasie wzięła m.in. do niewoli 122 partyzantów, którzy następnie zostali zabici.
W czasie ofensywy o kryptonimie Bagration, prowadzonej przez Armię Czerwoną od 22 czerwca 1944, została rozbita 28 czerwca pod Mińskiem, a jej resztki przekazano do innych jednostek.

## Dowódcy dywizji
- gen. por. Johann Pflugbeil (15 marca 1941 – 5 lipca 1942)
- gen. por. Hubert Lendle (5 lipca 1942 – 1 sierpnia 1943, 5 września 1943 – marzec 1944)
- gen. mjr Karl Böttger (1 sierpnia – 5 września 1943)
- gen. por. Bogislav Graf von Schwerin (marzec – lipiec 1944)

## Struktura organizacyjna
- 350 wzmocniony pułk piechoty
- I batalion 8 pułku policyjnego
- 1 bateria 221 pułku artylerii
- 701 batalion ochrony
- 824 dywizyjny oddział łączności
- 1 i 2 kompanie 221 Reiter-Hundertschaft
- 221 oddział zaopatrzenia
- 45 sztab pułku Ochrony Krajowej